# Étang de Léon

Embarcage étang de Leon

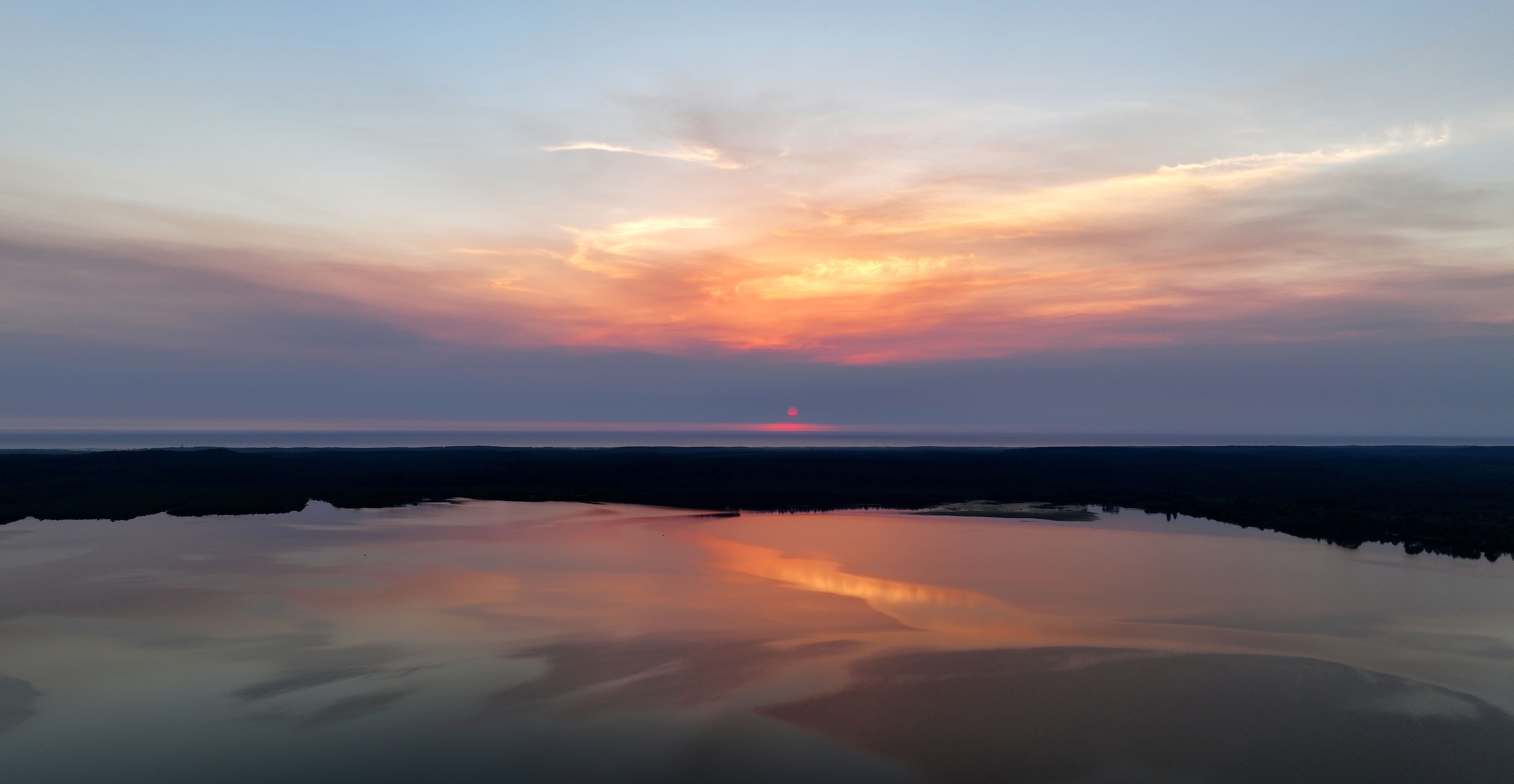

L'étang de Léon se situe dans les communes de Léon et de Vielle-Saint-Girons, dans le département français des Landes.

## Présentation
L'étang de Léon reçoit les eaux de La Palue et de ses affluents. Il déverse ses eaux dans le courant d'Huchet, petit fleuve côtier qui se jette dans l'océan Atlantique.

## Intérêt écologique
En France métropolitaine, les zones humides couvrent 3 % du territoire mais hébergent un tiers des espèces végétales remarquables ou menacées, la moitié des espèces d'oiseaux et la totalité des amphibiens et poissons d'eau douce. Ce sont des lieux d'abri, de nourrissage et de reproduction pour de nombreuses espèces, indispensables à la reproduction des batraciens. Elles constituent des étapes migratoires, des lieux de reproduction et d'hivernage pour de nombreuses espèces d'oiseaux. Le rôle écologique des zones humides dans les Landes y est d'autant plus important que la majorité d’entre elles ont disparu à la suite des grands travaux d’assèchement entrepris sous Napoléon III dans le cadre de la loi du 19 juin 1857.

### Classement
L'étang de Léon est partiellement inclus dans la réserve naturelle nationale du courant d'Huchet.
C'est un site naturel classé par l'arrêté ministériel du 13 juin 1968. Ce premier classement ne concerne que la partie en eau. En raison de la forte pression urbaine à laquelle elles sont soumises, et afin de leur conserver leur caractère naturel, les rives de l'étang  sont classées par un décret du Conseil d'État du 23 juin 1980.
La partie occidentale de l'étang est classée en zone de protection spéciale en février 1988 avec le courant d'Huchet et intègre le réseau Natura 2000.